# Rachicerus marcusi
Rachicerus marcusi är en tvåvingeart som beskrevs av Carrera 1940. Rachicerus marcusi ingår i släktet Rachicerus och familjen vedflugor. Inga underarter finns listade i Catalogue of Life.